# فیرپورت کانونشن
فِیرپورت کانوِنشن (انگلیسی: Fairport Convention) گروه موسیقی فولک راک و الکتریک فولک انگلستانی است که سال ۱۹۶۷ در لندن شکل گرفت. این گروه با انتشار آلبوم آماده‌به‌خدمت (Liege & Lief) در سال ۱۹۶۹ تحولی تازه در موسیقی فولک بریتانیا رقم زد و موجب شکل‌گیری سبک الکتریک فولک و فولک راک متمایز انگلستانی شد. هنرمندان بسیاری که در دوره‌های مختلف عضو این گروه بوده‌اند هر کدام از سرآمدان موسیقی فولک در دورهٔ خود به‌شمار می‌آیند.